# 赤星貴文
赤星 貴文(あかほし たかふみ、1986年（昭和61年）5月27日 - )は、静岡県富士市出身の元サッカー選手。ポジションはミッドフィールダー。

## 経歴
静岡県東部の富士市に生まれ、地元の少年団神戸（ごうど）FCでサッカーを始める。中学時代は清水エスパルスジュニアユースに所属し、枝村匠馬らとクラブ日本一を経験した。この当時から年代別の代表に名を連ねる選手であった。
高校時代は清水ユースへと進まず、藤枝東高校に進学。先輩の成岡翔から受け継いだ10番を背負い、1年時からスタメンに定着した。在学当時、総体に2年連続出場、全日本ユース、高校選手権に2年連続と、当時の静岡勢としては最も多くの全国大会を経験したにもかかわらず、全国大会での目立ったタイトルはなく、三年時に静岡県選抜として優勝した埼玉国体が唯一のタイトルである。中でも、王国復活を掲げて臨んだ最後の高校選手権では3回戦へと駒を進めたが、国見高校の前にPK戦の末に敗れた。このPK戦で、藤枝東高校の第一キッカーを務めた赤星も失敗しており、試合後は悔しさを露わにした
全国大会での主な成績は少ないものの、2004年の高校選手権静岡県大会でMVPに選ばれるほどの逸材であり、赤星の視野の広さや判断力などは「近年の藤枝が生んだ最高傑作」とまで言われた。当時から既に高校生離れした実力を持ち、高校3年時にはジュニアユース時代に所属していた清水を始め、Jリーグの各球団が争奪戦を繰り広げた。赤星はその中から浦和レッズを選択。2005年に正式入団。
浦和では1年目から公式戦デビューを果たしたが、選手層の厚い浦和の中で徐々に出場機会が減り、2007年シーズンはカップ戦も含め公式戦に出場することは無かった。2008年、出場機会を求め水戸ホーリーホックにレンタル移籍。水戸ではボランチとしてスタメンを奪取。2列目でも起用され、41試合出場、8得点と結果を残した。
2008年10月、長谷部誠、小野伸二の海外移籍でボランチを欠いていた浦和の事情もあり、2009年シーズンからの浦和への復帰が決定。同年12月に正式発表される。しかしその2009年シーズンは、チームが3バックから4バックに移行したことにより、前年までDFにコンバートされていた阿部勇樹や細貝萌がボランチに復帰し、ポジション争いが激化。また、2列目でも原口元気、山田直輝といった赤星より更に若い世代の選手たちが台頭。出場機会に恵まれず、6月までの出場はナビスコカップの3試合のみ（全て途中出場、計36分）だった。
同年7月、複数のクラブからオファーが届く中「チームの軸にしたい」と獲得に名乗りをあげたモンテディオ山形へのレンタル移籍が決定。
2009シーズン終了後、レンタル先の山形、所属元の浦和双方から契約満了の発表を受け、チームを退団。現役続行を希望し、合同トライアウトへの参加、またエクストラクラサ（ポーランド1部）のシロンスク・ヴロツワフへ練習参加するなど移籍先を模索していた。

### 海外

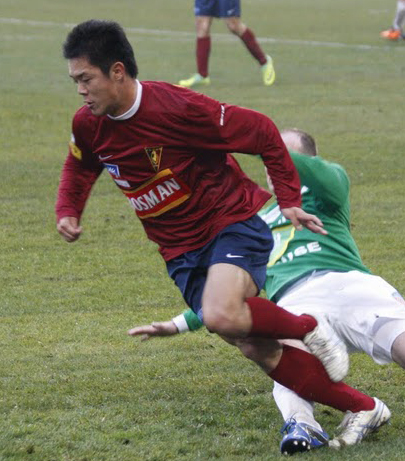
赤星 貴文

2010年2月26日、ポーランド・1リーガ（2部相当）所属のŁKSウッチに半年契約で入団することが発表された。
2010年3月23日、チームの経営難に伴って契約解除となり、その後日本のJFL所属クラブ、ツエーゲン金沢と契約を結ぶ。海外移籍に関して移籍金がかからない条項を盛り込むなど、強い海外志向があり、7月に入ってラトビア・ヴィルスリーガのFKリエパーヤス・メタルルグスへの移籍が発表された。
UEFAチャンピオンズリーグ 2010-11予選2回戦・対スパルタ・プラハの第2戦で先発、フル出場。(0-2、2戦合計0-5で敗退)
2011年1月28日、ポーランド・1リーガ（2部相当）のMKSポゴニ・シュチェチンへの移籍が発表された。同年5月7日、日本人として初めてポーランドプロリーグでゴールを決める。MKSポゴニ・シュチェチンがエクストラクラサ（1部）に昇格した2012-13シーズンには2012年9月29日のヤギエロニア・ビャウィストク戦で1部での初ゴールを決めた。
2014年7月、ロシア・プレミアリーグのFCウファに移籍した。同年8月17日、第4節のFCゼニト・サンクトペテルブルク戦でロシア・プレミアリーグ初出場を果たした。2015年2月、半年間の期限付き移籍でMKSポゴニ・シュチェチンに復帰した。同年6月8日、両者合意により、ウファとの契約は解除された。
2015年6月9日、1年間の契約延長オプション付きの2年契約でMKSポゴニ・シュチェチンに復帰することが発表された。
2018年2月、イラン1部リーグフーラードFCへの移籍が発表された。
2019年8月、インドネシア1部リーグアレマ・インドネシアFCへ移籍、この年限りで退団。
2021年4月、現役引退を発表。

### 帰国後
2021年5月、引退を撤回し、地元富士市をホームタウンとして活動する静岡県社会人サッカーリーグ1部の社会人チーム岳南Fモスペリオに加入することを発表。。
2023年10月、再び現役引退を発表するが、引退試合となる予定だった東海社会人リーグ2部の最終節を前にして出場停止となってしまい、最終節では引退セレモニーのみが行われることになった。なお2024年からは岳南Fモスペリオの代表取締役に就任する。

## 評価
視野の広さや判断力に優れたコントロールタワー。

## 所属クラブ
ユース経歴
- 神戸FC（富士市立神戸小学校）
- 1999年 - 2001年  清水エスパルスジュニアユース（富士市立吉原北中学校）
- 2002年 - 2004年  藤枝東高校

プロ・シニア経歴
- 2005年 - 2009年  浦和レッズ
  - 2008年  水戸ホーリーホック（期限付き移籍）
  - 2009年7月 - 同年12月  モンテディオ山形（期限付き移籍）
- 2010年3月   ŁKSウッチ
- 2010年3月 - 同年7月  ツエーゲン金沢
- 2010年7月 - 2011年1月  SKリエパーヤ・メタルルグス
- 2011年1月 -  2014年7月  MKSポゴニ・シュチェチン
- 2014年7月 - 2015年7月  FCウファ
  - 2015年2月 - 同年6月  MKSポゴニ・シュチェチン（期限付き移籍）
- 2015年7月 - 2016年  MKSポゴニ・シュチェチン
- 2017年  ラーチャブリーFC
- 2018年  スパンブリーFC
- 2019年2月 - 8月 フーラードFC
- 2019年8月 - 12月 アレマ・インドネシアFC
- 2021年 - 2023年  岳南Fモスペリオ

## 個人成績
| 国内大会個人成績 | 国内大会個人成績     | 国内大会個人成績 | 国内大会個人成績 | 国内大会個人成績                                 | 国内大会個人成績 | 国内大会個人成績 | 国内大会個人成績 | 国内大会個人成績 | 国内大会個人成績 | 国内大会個人成績 | 国内大会個人成績 |
| 年度             | クラブ               | 背番号           | リーグ           | リーグ戦                                         | リーグ戦         | リーグ杯         | リーグ杯         | オープン杯       | オープン杯       | 期間通算         | 期間通算         |
| 年度             | クラブ               | 背番号           | リーグ           | 出場                                             | 得点             | 出場             | 得点             | 出場             | 得点             | 出場             | 得点             |
| 日本             | 日本                 | 日本             | 日本             | リーグ戦                                         | リーグ戦         | リーグ杯         | リーグ杯         | 天皇杯           | 天皇杯           | 期間通算         | 期間通算         |
| ---------------- | -------------------- | ---------------- | ---------------- | ------------------------------------------------ | ---------------- | ---------------- | ---------------- | ---------------- | ---------------- | ---------------- | ---------------- |
| 2005             | 浦和                 | 25               | J1               | 2                                                | 0                | 1                | 0                | 3                | 0                | 6                | 0                |
| 2006             | 浦和                 | 25               | J1               | 0                                                | 0                | 4                | 0                | 0                | 0                | 4                | 0                |
| 2007             | 浦和                 | 25               | J1               | 0                                                | 0                | 0                | 0                | 0                | 0                | 0                | 0                |
| 2008             | 水戸                 | 18               | J2               | 41                                               | 8                | -                | -                | 2                | 0                | 43               | 8                |
| 2009             | 浦和                 | 18               | J1               | 0                                                | 0                | 3                | 0                | -                | -                | 3                | 0                |
| 2009             | 山形                 | 35               | J1               | 8                                                | 0                | -                | -                | 1                | 1                | 9                | 1                |
| 2010             | 金沢                 | 24               | JFL              | 15                                               | 1                | -                | -                | -                | -                | 15               | 1                |
| ラトビア         | ラトビア             | ラトビア         | ラトビア         | リーグ戦                                         | リーグ戦         | リーグ杯         | リーグ杯         | ラトビア杯       | ラトビア杯       | 期間通算         | 期間通算         |
| 2010             | リエパーヤ           | 2                | ヴィルス         | 15                                               | 6                | -                | -                | 1                | 0                | 16               | 6                |
| ポーランド       | ポーランド           | ポーランド       | ポーランド       | リーグ戦                                         | リーグ戦         | リーグ杯         | リーグ杯         | オープン杯       | オープン杯       | 期間通算         | 期間通算         |
| 2010-11          | ポゴニ・シュチェチン | 27               | 1リーガ          | 13                                               | 3                | -                | -                | 1                | 0                | 14               | 3                |
| 2011-12          | ポゴニ・シュチェチン | 27               | 1リーガ          | 28                                               | 3                | -                | -                | 0                | 0                | 28               | 3                |
| 2012-13          | ポゴニ・シュチェチン | 27               | エクストラクラサ | 27                                               | 2                | -                | -                | 1                | 0                | 28               | 2                |
| 2013-14          | ポゴニ・シュチェチン | 27               | エクストラクラサ | 35                                               | 7                | -                | -                | 1                | 0                | 36               | 7                |
| ロシア           | ロシア               | ロシア           | ロシア           | リーグ戦                                         | リーグ戦         | ロシア杯         | ロシア杯         | オープン杯       | オープン杯       | 期間通算         | 期間通算         |
| 2014-15          | ウファ               | 27               | プレミアリーグ   | 2                                                | 0                | 1                | 0                | -                | -                | 3                | 0                |
| ポーランド       | ポーランド           | ポーランド       | ポーランド       | リーグ戦                                         | リーグ戦         | リーグ杯         | リーグ杯         | オープン杯       | オープン杯       | 期間通算         | 期間通算         |
| 2014-15          | ポゴニ・シュチェチン | 27               | エクストラクラサ | 12                                               | 0                | -                | -                | 0                | 0                | 12               | 0                |
| 2015-16          | ポゴニ・シュチェチン |                  |                  | 41                                               | 5                | -                | -                |                  |                  |                  |                  |
| タイ             | タイ                 | タイ             | タイ             | リーグ戦                                         | リーグ戦         | リーグ杯         | リーグ杯         | FA杯             | FA杯             | 期間通算         | 期間通算         |
| 2017             | ラーチャブリー       |                  |                  | 29                                               | 3                | -                | -                |                  |                  |                  |                  |
| 2018             | スパンブリー         |                  |                  | 32                                               | 2                | -                | -                |                  |                  |                  |                  |
| イラン           | イラン               | イラン           | イラン           | リーグ戦                                         | リーグ戦         | ハズフィ杯       | ハズフィ杯       | オープン杯       | オープン杯       | 期間通算         | 期間通算         |
| 2019             | フーラード           |                  | 1部              | 12                                               | 1                | -                | -                |                  |                  |                  |                  |
| インドネシア     | インドネシア         | インドネシア     | インドネシア     | リーグ戦                                         | リーグ戦         | リーグ杯         | リーグ杯         | オープン杯       | オープン杯       | 期間通算         | 期間通算         |
| 2019             | アレマ・インドネシア |                  | 1部              | 13                                               | 0                | -                | -                |                  |                  |                  |                  |
| 日本             | 日本                 | 日本             | 日本             | リーグ戦                                         | リーグ戦         | リーグ杯         | リーグ杯         | 天皇杯           | 天皇杯           | 期間通算         | 期間通算         |
| 2021             | 岳南                 | 27               | 静岡1部          |                                                  |                  | -                | -                |                  |                  |                  |                  |
| 2022             | 岳南                 | 27               | 静岡1部          |                                                  |                  | -                | -                |                  |                  |                  |                  |
| 2023             | 岳南                 | 27               | 東海2部          |                                                  |                  | -                | -                |                  |                  |                  |                  |
| 通算             | 日本                 | 日本             | J1               | 10                                               | 0                | 8                | 0                | 4                | 1                | 22               | 1                |
| 通算             | 日本                 | 日本             | J2               | 41                                               | 8                | -                | -                | 2                | 0                | 43               | 8                |
| 通算             | 日本                 | 日本             | JFL              | 15                                               | 1                | -                | -                | -                | -                | 15               | 1                |
| 通算             | 日本                 | 日本             | 東海2部          | \|\|\|\|colspan="2"\|-\|\|\|\|\|\|\|\|           |                  |                  |                  |                  |                  |                  |                  |
| 通算             | 日本                 | 日本             | 静岡1部          | \|\|\|\|colspan="2"\|-\|\|colspan="2"\|-\|\|\|\| |                  |                  |                  |                  |                  |                  |                  |
| 通算             | ラトビア             | ラトビア         | ヴィルス         | 15                                               | 6                | -                | -                | 1                | 0                | 16               | 6                |
| 通算             | ポーランド           | ポーランド       | エクストラクラサ | 74                                               | 9                | -                | -                | 2                | 0                | 76               | 9                |
| 通算             | ポーランド           | ポーランド       | 1リーガ          | 41                                               | 6                | -                | -                | 1                | 0                | 42               | 6                |
| 通算             | ロシア               | ロシア           | プレミア         | 2                                                | 0                | 1                | 0                | -                | -                | 3                | 0                |
| 通算             | タイ                 | タイ             |                  | \|\|\|\|\|\|\|\|\|\|\|\|\|\|                     |                  |                  |                  |                  |                  |                  |                  |
| 通算             | イラン               | イラン           | 1部              | \|\|\|\|colspan="2"\|-\|\|\|\|\|\|\|\|           |                  |                  |                  |                  |                  |                  |                  |
| 通算             | インドネシア         | インドネシア     | 1部              | \|\|\|\|\|\|\|\|\|\|\|\|\|\|                     |                  |                  |                  |                  |                  |                  |                  |
| 総通算           | 総通算               | 総通算           | 総通算           | 198                                              | 30               | 9                | 0                | 10               | 1                | 217              | 31               |

- その他
  - UEFAチャンピオンズリーグ 2010-11予備予選2回戦 1試合0得点(スパルタ・プラハ戦)
- プロ初出場 2005年7月18日 サンフレッチェ広島戦
- プロ初得点 2008年3月23日 サンフレッチェ広島戦

## 代表歴
- U-16日本代表
- U-17日本代表
- U-18日本代表
- U-20日本代表

## 人物・エピソード
- 週刊少年マガジンで連載されていた漫画作品『Jドリーム』の主人公「赤星鷹」に名前が似ており、しかも赤星鷹は浦和所属という設定だったため、赤星が浦和入団を決めた際は「『Jドリーム』が現実に」とサポーターの間で話題になった。
- 同期入団の細貝萌のブログにて赤星がかなりのゲーマーであることが判明した。ウイニングイレブンが得意である。
- 2007年、サテライトの最終戦を累積警告で出場停止になり、2005年、GKなのに累積警告で出場停止になっている都築龍太に「ありえねー」といじられた。
- 2009年に浦和から山形へのレンタル移籍が決定した際、偶然にも山形の次節の対戦相手は浦和であった。この時、移籍の際に両チーム間で紳士協定が結ばれており、赤星は浦和戦に出場することはなかった。[7]